# Cô gái có hình xăm rồng (phim)
The Girl with the Dragon Tattoo (tạm dịch: Cô gái có hình xăm rồng) là một bộ phim neo-noir thể loại giật gân-tâm lý năm 2011 do David Fincher đạo diễn và Steven Zaillian chắp bút, dựa trên cuốn tiểu thuyết cùng tên năm 2005 của nhà văn người Thụy Điển Stieg Larsson. Với sự tham gia của Daniel Craig trong vai nhà báo Mikael Blomkvist và Rooney Mara trong vai Lisbeth Salander, bộ phim xoay quanh cuộc điều tra của Blomkvist về những biến cố đã xảy ra với cô tiểu thư của một gia tộc giàu có, người đã đột ngột biến mất 40 năm trước. Đồng hành cùng anh trong cuộc điều tra là Salander, một nữ hacker trẻ tuổi.
Là một tác phẩm điện ảnh do Hoa Kỳ, Vương quốc Anh và Thụy Điển phối hợp sản xuất trong năm 2009, bộ phim do hãng Sony Pictures Entertainment bắt đầu phát triển. Hãng phim đã mất vài tháng để có được bản quyền màn ảnh cho cuốn tiểu thuyết và đồng thời tuyển Zaillian cùng Fincher lần lượt vào vị trí biên kịch và đạo diễn. Quá trình tuyển các vai chính diễn ra một cách mệt mỏi và căng thẳng; trong khi Craig phải đối mặt với nhiều xung đột về lịch trình thì một lượng lớn các nữ diễn viên đã được cân nhắc để vào vai Lisbeth Salander. Kịch bản phim mất hơn sáu tháng để hoàn thành, trong đó bao gồm ba tháng dành riêng cho việc phân tích cuốn tiểu thuyết.
Bộ phim có buổi công chiếu đầu tiên trên toàn thế giới vào ngày 12 tháng 12 năm 2011 tại Quảng trường Odeon Leicester ở London. Bộ phim thành công cả về mặt doanh thu lẫn chuyên môn khi thu về 239,3 triệu USD so với kinh phí 90 triệu USD và nhận được sự khen ngợi từ giới phê bình dành cho diễn xuất của Craig và Mara, cũng như sắc thái u ám của bộ phim.  Bộ phim là ứng cử viên cho vô số giải thưởng lớn nhỏ bao gồm giải Oscar cho Dựng phim xuất sắc nhất, trong đó màn trình diễn của Mara đã mang về cho cô tượng vàng Nữ diễn viên chính xuất sắc nhất. Ủy ban Quốc gia về Phê bình Điện ảnh bầu chọn tác phẩm là một trong mười phim điện ảnh hay nhất năm 2011.

## Nội dung
Mikael Blomkvist là một nhà báo điều tra kiêm chủ sở hữu tờ báo có trụ sở tại Stockholm, Millennium. Anh bị công chúng ghét bỏ và mất uy tín trầm trọng sau khi bị trùm tài phiệt Hans-Erik Wennerström kiện tội phỉ báng, khiến cho mối quan hệ giữa anh và bạn đồng nghiệp, cũng là người tình của anh, Erika Berger, thêm phần căng thẳng. Lisbeth Salander, một nữ hacker kiêm điều tra viên xuất sắc nhưng xa lánh xã hội, được cựu doanh nhân giàu có Henrik Vanger gián tiếp thuê để thực hiện một cuộc điều tra lý lịch cực kì chi tiết về Blomkvist. Henrik hứa sẽ tiết lộ cho Blomkvist những bằng chứng chống lại Wennerström, đổi lại, anh được giao một nhiệm vụ bất thường: điều tra vụ mất tích và nhiều khả năng là án mạng xảy ra 40 năm trước mà nạn nhân là Harriet, cô cháu gái khi đó 16 tuổi của Henrik. Mỗi năm, Henrik đều nhận được một nhành hoa đã ép khô và lồng khung kính, giống hệt như món quà sinh nhật mà Harriet luôn tặng ông trước khi cô biến mất, do đó ông tin rằng đây là trò mèo của kẻ đã giết hại Harriet. Blomkvist nhận lời và tạm thời chuyển đến sống tại một ngôi nhà nhỏ thuộc khu đất của gia đình Vanger trên hòn đảo Hedestad.
Người giám hộ do nhà nước chỉ định của Salander, Holger Palmgren, bị đột quỵ, do đó quyền giám hộ được chuyển sang cho Nils Bjurman, một kẻ bạo dâm. Hắn kiểm soát tài chính của Salander và buộc cô phải phục vụ nhu cầu tình dục của hắn, bằng không sẽ tống cô vào trại cải tạo. Trong một cuộc hẹn tại nhà Bjurman, hắn hãm hiếp Salander qua đường hậu môn mà không biết đã bị cô đặt máy quay trộm. Để trả thù, Salander dùng súng điện đánh ngất Bjurman, trói hắn lại và dùng một dương vật giả bằng kim loại thông vào hậu môn hắn, rồi xăm dòng chữ "I'm a rapist pig" lên ngực Bjurman. Cô đe doạ sẽ tung đoạn băng quay lén lên mạng, đổi lại Bjurman phải trao trả lại cho cô quyền độc lập về tài chính và không bao giờ được liên lạc với cô nữa.
Blomkvist tiến hành điều tra xung quanh hòn đảo và trò chuyện với nhiều thành viên trong gia đình Vanger, qua đó biết được rằng một vài người trong số họ ủng hộ Đức Quốc xã trong Thế chiến thứ hai. Anh tìm ra một danh sách gồm nhiều cái tên và con số mà con gái anh là Pernilla khi ghé qua thăm cha đã nhận ra rằng chúng được trích dẫn từ Kinh thánh. Blomkvist phát hiện ra chuyện Salander đã dùng những phương thức bất hợp pháp để điều tra lý lịch của anh, nhưng thay vì trình báo cô, anh tuyển Salander làm trợ lý nghiên cứu của mình. Cô khám phá ra mối liên hệ giữa bản danh sách nói trên và nhiều phụ nữ trẻ bị sát hại dã man bởi một tên giết người hàng loạt, trong khoảng thời gian từ năm 1947 đến năm 1967. Cô cũng chỉ ra việc nhiều nạn nhân có tên kiểu Do Thái và đặt ra giả thuyết rằng động cơ của các vụ giết người có thể là do kẻ sát nhân bài trừ người Do Thái. Sáng nọ, Blomkvist kinh hãi khi nhìn thấy trước cửa nhà là cái xác bị chặt chém dã man của chú mèo mà anh nuôi. Một đêm khác, khi đang đi dạo ngoài trời, Blomkvist bị một viên đạn sượt qua trán. Sau khi Salander xử lý vết thương cho anh, hai người làm tình. Blomkvist bắt đầu nghi ngờ Martin, anh trai của Harriet và là giám đốc điều hành của tập đoàn Vanger. Salander tìm ra bằng chứng cho thấy Gottfried, người cha quá cố của Harriet, là kẻ đã gây ra các vụ giết người và sau này được Martin tiếp nối hành vi phạm tội.
Blomkvist đột nhập vào nhà Martin để tìm thêm bằng chứng, nhưng Martin bất ngờ trở về, khống chế và trói Blomkvist vào căn hầm bí mật của mình. Martin khoe khoang về việc hãm hiếp và giết hại phụ nữ trong nhiều thập kỷ, giống như những gì cha hắn đã làm, nhưng cũng khẳng định rằng hắn không dính dáng đến vụ mất tích của Harriet. Khi Martin đang chuẩn bị giết Blomkvist, Salander kịp thời đến và tấn công Martin, buộc hắn phải bỏ trốn bằng ô tô. Salander phóng xe máy đuổi theo cho đến khi xe Martin lao ra khỏi làn đường và tông vào một bể chứa khí propan, khiến chiếc xe nổ tung và kết liễu hắn. Salander chăm sóc cho đến khi Blomkvist hồi phục sức khỏe và kể cho anh nghe rằng khi còn nhỏ, cô đã bị đưa vào trại cải tạo vì toan thiêu sống cha mình.
Hai người suy luận rằng Harriet có thể vẫn còn sống và đang ẩn náu. Ở London, họ gặp Anita, người chị họ của Harriet, nhưng cuối cùng lại phát hiện rằng ra cô chính là Harriet. Harriet kể rằng khi cô 14 tuổi, Gottfried đã lạm dụng tình dục cô trong suốt một năm cho tới một lần nọ, khi phản kháng lại hắn, cô đã vô tình giết chết cha mình. Cô tiếp tục bị Martin lạm dụng sau khi Gottfried chết. Anita đã đưa Harriet trốn khỏi hòn đảo, cho cô sử dụng danh tính của mình và sống ở London, còn Anita và chồng cô sau đó đã thiệt mạng trong một vụ tai nạn xe hơi. Biết kẻ lạm dụng mình đã chết, Harriet trở về Thụy Điển và đoàn tụ với Henrik trong nước mắt.
Henrik trao cho Blomkvist những tài liệu chống lại Wennerström như đã hứa, nhưng chúng chỉ nói về những sự việc đã diễn ra cách đây quá lâu và không còn có thể gây bất lợi cho Wennerström. Salander tiết lộ rằng cô đã hack máy tính cá nhân của Wennerström. Dùng những bằng bằng chứng phạm tội của Wennerström có được từ Salander, Blomkvist đăng bài báo tố cáo tội trạng của Wennerström, khiến uy tín của hắn bị sụp đổ hoàn toàn, trái lại đưa tên tuổi của Blomkvist lên tầm quốc gia. Salander cải trang đến Thụy Sĩ và lấy đi hai tỷ euro từ các tài khoản ngân hàng bí mật của Wennerström. Wennerström sau đó bị sát hại trong một vụ thanh toán lẫn nhau thường thấy của các băng đảng tội phạm.
Khi sắp sửa tặng cho Blomkvist món quà Giáng sinh mà cô đã chuẩn bị, Salander trông thấy anh khoác tay thân mật với Erika. Cô vứt món quà vào thùng rác và bỏ đi trên chiếc xe máy của mình.

## Diễn viên
- Daniel Craig vai Mikael Blomkvist

Là nhà đồng sở hữu tạp chí Thụy Điển Millennium, Blomkvist luôn tâm huyết vạch trần những hành vi mục ruỗng và sai trái của chính phủ; anh "khét tiếng" vì thường xuyên hành động "quá trớn". Craig đã cạnh tranh với George Clooney, Johnny Depp, Viggo Mortensen và Brad Pitt cho vai diễn này. Do lo ngại vướng vào lịch ghi hình cho Cao bồi & quái vật ngoài hành tinh (2011) và Tử địa Skyfall (2012) nên Craig phải tạm hoãn lại việc thử vai. Quá trình sản xuất Tử địa Skyfall đã phải tạm dừng vì những vấn đề tài chính của Metro-Goldwyn-Mayer, do đó Sony Pictures Entertainment và DreamWorks đã sắp xếp được một lịch trình phù hợp cho Craig và nam diễn viên đồng ý tham gia bộ phim. Tài tử người Anh buộc phải tăng cân và tập nói bằng chất giọng trung tính để phù hợp với nền văn hóa toàn cầu của Stockholm. Craig đã đọc cuốn sách khi nó mới ra mắt và tạo nên một "cơn sốt", anh nhận xét: "Đây là kiểu sách mà [một khi đã bắt đầu đọc thì] bạn không thể rời mắt. Bạn sẽ ngay lập tức cảm nhận được rằng sắp có chuyện xấu xảy ra và tôi nghĩ đó là một trong những lý do tại sao độc giả ưa chuộng những cuốn sách như vậy."
- Rooney Mara vai Lisbeth Salander

Salander là một hacker an ninh có quá khứ bị lạm dụng nghiêm trọng cả về tinh thần và tình dục. Nhân vật này là kiểu người "từ một nạn nhân bị tổn thương sâu sắc chuyển sang kẻ tự thực thi công lý", có tính cách "bất cần" của Lara Croft cùng với "cái đầu lạnh và vô cảm" của Spock. Fincher bị mê hoặc bởi vỏ bọc lập dị của Salander, ông nói: "Dường như cô ấy có những khát khao của riêng mình, thể hiện ở cách cô ấy đối mặt với mọi thứ hay cách cô ấy gồng mình chịu đựng, nhưng con người cô ấy vẫn còn nhiều mặt khác." Rất nhiều cái tên nổi bật đã ứng cử cho vai diễn, trong đó có Emily Browning, Eva Green, Anne Hathaway, Scarlett Johansson, Keira Knightley, Jennifer Lawrence, Carey Mulligan, Elliot Page, Natalie Portman, Léa Seydoux, Vanessa Hudgens, Sophie Lowe, Sarah Snook, Kristen Stewart, Olivia Thirlby, Mia Wasikowska, Emma Watson, Evan Rachel Wood và Yolandi Visser. Lowe, Mara, Seydoux và Snook là bốn ứng cử viên cuối cùng. Dù vai diễn nói riêng và bộ phim nói chung nhận được sự chú ý lớn nhưng một số nữ diễn viên đã quyết định rút lui vì thời gian ghi hình kéo dài đi kèm với mức cát-xê không thoả đáng. Mara từng xuất hiện trong bộ phim năm 2010 của Fincher, The Social Network. Fincher rất ưng ý với ngoại hình trẻ trung của nữ diễn viên, song ban đầu ông thấy để định hình Mara vào phong thái chống đối xã hội của Salander là điều rất khó, bởi lẽ nhân vật này hoàn toàn trái ngược với vai diễn Erica duyên dáng trước đó của cô. Mara đã trải qua nhiều thay đổi về ngoại hình để vào vai Salander. Tóc cô được nhuộm đen và tạo kiểu lởm chởm như răng cưa, tạo cảm giác rằng cô đã tự cắt tóc mình. Lynn Hirschberg của tạp chí W miêu tả tạo hình của Mara là một sự "kết hợp giữa phong cách punk bạo dạn của thập niên 70 và xì tai goth những năm 80 đầy kì quái, có pha chút khêu gợi của bạo dâm và khổ dâm". Fincher đã ghi hình Mara ở một nhà ga tàu điện ngầm tại Los Angeles để trình chiếu cho các giám đốc điều hành của Sony Pictures nhằm thuyết phục họ rằng Mara là một sự lựa chọn đáng tin cậy.
- Christopher Plummer vai Henrik Vanger

Doanh nhân giàu có Henrik Vanger đã thuê Blomkvist để điều tra một vụ việc của chính gia đình mình. Dù cho rằng nhà Vanger là một gia tộc bất hoà, Plummer vẫn bày tỏ sự yêu quý dành cho nhân vật của mình: “Tôi thích tính cách của ông cụ và đồng cảm với ông ấy. Ông già ấy thực sự là người tốt bụng nhất trong cả cuốn sách. Ai cũng có chút gì đó đáng ngờ, tới cuối câu chuyện vẫn thế. Ông già Vanger hành xử thẳng thắn và cuối cùng đã đạt được điều ước." Plummer muốn truyền cho nhân vật tính cách ưa châm biếm, một yếu tố mà ông thấy Henrik trong cuốn tiểu thuyết không có. "Tôi nghĩ rằng ông già ấy hẳn phải có tính cách này," ông nói, "vì ông ấy là một cụ già cực kì thông thái [...] đã quen nắm trong tay thứ quyền lực rất lớn. Vậy nên trong ứng xử với mọi người, ông ấy vừa cực kì khéo léo [...] lại rất đỗi hài hước, và còn có thể khiến họ bị thu hút." Julian Sands vào vai Henrik Vanger thời trẻ.
- Stellan Skarsgård vai Martin Vanger

Martin là giám đốc điều hành đương nhiệm của tập đoàn Vanger Industries. Skarsgård bị thu hút bởi bản chất hai mặt của Martin và cảm thấy phấn khích khi có thể tái hiện nhân vật theo "hai cách hoàn toàn khác nhau". Về tính cách "cực kì phức tạp" và "khó hiểu" của Martin, nam diễn viên người Thụy Điển nhận xét: "Anh ấy có thể là một người cực kỳ quyến rũ nhưng đồng thời cũng có thể biến thành một kẻ hoàn toàn khác ở những thời điểm khác nhau của bộ phim." Fincher muốn Skarsgård vào vai Martin như thể chưa từng đọc cuốn sách. Simon Reithner vào vai Martin Vanger thời trẻ.
- Steven Berkoff vai Dirch Frode, trưởng cố vấn pháp lý của tập đoàn Vanger Industries
- Robin Wright vai Erika Berger: bạn đồng nghiệp của Blomkvist và là tổng biên tập tạp chí Millennium. Cô cũng là người tình đã có gia đình của Blomkvist.
- Yorick van Wageningen vai Nils Bjurman

Là người giám hộ hợp pháp của Salander, gã sử dụng cương vị của mình để lạm dụng tình dục và cuối cùng là cưỡng hiếp cô. Salander đã lật ngược tình thế, tra tấn Bjurman và khắc lên người hắn dòng chữ "I am a rapist pig". Fincher muốn vai diễn này còn tồi tệ hơn kiểu nhân vật phản diện điển hình, dù vậy ông không muốn đi theo khuôn mẫu "tên biến thái có ria mép xoắn tít". Vị đạo diễn nhận thấy van Wageningen vừa là một con người “toàn diện” lại vừa là một diễn viên “xuất sắc”. Fincher nhận xét: “Anh ấy đã dẫn lối nhân vật của mình đi từ một xuất phát điểm hợp lý trong tâm trí của Bjurman tới một bãi lầy đen tối đang sôi sùng sục”. Đầu óc phức tạp của của Bjurman là lý do chính khiến van Wageningen muốn đóng vai này. Nam diễn viên người Hà Lan nói: “Nhân vật này phải trải qua rất nhiều điều và tôi không chắc rằng mình cũng muốn trải qua tất cả những điều đó. Khi nhận vai, tôi nửa phấn khích vì được làm việc với David Fincher, nửa thấy sợ hãi với chính nhân vật của mình, nhưng tôi đã tận dụng được cả hai yếu tố này. Cả hai chúng tôi đều nghĩ rằng sẽ thú vị hơn rất nhiều nếu như tạo cho Bjurman cảm giác dễ gần. Điều khó nhất không phải là khơi dậy thứ bạo lực quái quỷ trong con người gã mà là tìm ra chút tình người của anh ta."
- Joely Richardson vai Anita Vanger / Harriet Vanger

Cô cháu gái mất tích nhiều thập kỉ của Henrik thực chất đã bỏ trốn dưới thân phận Anita, người chị họ của cô. Richardson kể lại rằng Fincher muốn cô tạo cho nhân vật "phức tạp" của mình một vỏ bọc "bí ẩn và lạ lùng hơn" và tuyệt đối không tích cực hoá nhân vật, cũng như nhân vật không được có bất kì cảm giác gì gọi là "[mọi chuyện đã] chấm dứt hay nguôi ngoai". Cô nói: "Ngay cả khi bạn chỉ đang sắp sửa rẽ sang cái hướng chấm dứt và nguôi ngoai ấy, đạo diễn vẫn muốn bạn phải bí ẩn và lạ lùng. Trong cái thế giới rất riêng của bộ phim này, không có bất kì cảm xúc nào được thể hiện ra một cách trực diện." Moa Garpendal vào vai Harriet Vanger thời trẻ.
- Goran Višnjić vai Dragan Armansky, giám đốc công ty Milton Security, sếp của Salander
- Donald Sumpter vai thanh tra Morell. David Dencik vào vai Morell thời trẻ.
- Ulf Friberg vai Hans-Erik Wennerström, giám đốc điều hành Tập đoàn Wennerström
- Geraldine James vai Cecilia Vanger, cháu gái của Henrik
- Embeth Davidtz vai Annika Giannini, em gái của Mikael và là một luật sư
- Josefin Asplund vai Pernilla Blomkvist, con gái của Mikael
- Per Myrberg vai Harald Vanger, anh trai của Henrik. Gustaf Hammarsten vào vai Harald thời trẻ.
- Tony Way vai Plague, một người bạn cũng là hacker của Salander
- Fredrik Dolk vai Bertil Camnermarker, cố vấn của Tập đoàn Wennerström
- Alan Dale vai thanh tra Isaksson
- Leo Bill vai Trinity, một người bạn cũng là hacker của Salander
- Élodie Yung vai Miriam Wu, người tình một đêm của Salander
- Joel Kinnaman vai Christer Malm, một nhân sự của tạp chí Millennium

## Sản xuất

### Lên ý tưởng và kịch bản
Cuốn tiểu thuyết Cô gái có hình xăm rồng của tác giả Stieg Larsson đạt được thành công lớn khiến các nhà làm phim Hollywood có hứng thú trong việc đưa cuốn sách lên màn ảnh. Điều này được thể hiện rõ hơn vào năm 2009 khi hai chủ tịch lúc bấy giờ của Sony Pictures là Michael Lynton và Amy Pascal có ý tưởng phát triển bản chuyển thể của Mỹ, một tác phẩm hoàn toàn không có sự liên quan tới bản chuyển thể của Thụy Điển phát hành cùng năm. Tính tới tháng 12 năm 2009, dự án có hai bước tiến quan trọng: Steven Zaillian, người vừa hoàn thành kịch bản cho Moneyball (2011), đảm nhiệm vai trò biên kịch cho bộ phim, trong khi đó nhà sản xuất Scott Rudin đã kí hợp đồng trao hoàn toàn bản quyền bộ phim cho Sony. Zaillian chưa biết gì về cuốn tiểu thuyết cho đến khi được Sony và Rudin gửi cho một bản. Nhà biên kịch nhớ lại: “Họ gửi cho tôi cuốn sách và bảo, 'Chúng tôi muốn làm bộ phim này. Giờ ta cứ tính đến việc sản xuất một bộ phim đã. Có thể sau này sẽ có phần hai và phần ba, nhưng cứ tập trung làm phần đầu rồi tính.'" Sau khi đọc cuốn sách, vị biên kịch không có thêm bất kì nghiên cứu nào ngoài phạm vi tác phẩm hay xem bản chuyển thể của Thuỵ Điển.  Fincher và cộng sự Cean Chaffin đã được giám đốc điều hành của Sony đề nghị đọc cuốn tiểu thuyết. Vị đạo diễn cảm thấy kinh ngạc trước quy mô và thành công của loạt tiểu thuyết. Theo Gregg Kilday của The Hollywood Reporter, khi Fincher và Chaffin đọc cuốn sách, họ nhận thấy rằng tác phẩm có khuynh hướng "dẫn độc giả đi thăm thú vô vàn địa điểm nhỏ trên một hành trình lớn—từ đi sâu vào giải thích các kĩ năng trinh thám cho tới nặng lời chỉ trích những nhà tư bản công nghiệp suy đồi của Thụy Điển." Kể lại cảm xúc khi bắt đầu lật mở những trang sách, Fincher nói: "[Cuốn tiểu thuyết có] cái chất ly kỳ như đạn bắn điển hình của một câu chuyện tuyệt tác, và nó giống cá trích đỏ một cách kỳ lạ. Nó là chất xúc tác gắn kết Salander và Blomkvist, nhưng cũng chính mối quan hệ giữa họ mới là thứ khiến bạn lưu luyến mãi. Tôi cứ nghĩ mãi rằng không biết Zaillian sẽ cắt bớt đi 350 trang nào." Vì Zaillian vốn đã và đang viết kịch bản cho bộ phim nên Fincher đã tránh can thiệp vào quá trình này. Sau khi trò chuyện với Zaillian, Fincher cảm thấy rất yên tâm vì "cả hai có chung chí hướng".
—Steven Zaillian
Quá trình viết viết kịch bản mất khoảng sáu tháng, bao gồm ba tháng ghi chú các chi tiết quan trọng và phân tích cuốn tiểu thuyết. Zaillian cho biết tốc độ viết của ông tăng dần theo thời gian. Ông giải thích: “Khi bạn đưa ra quyết định, bạn sẽ phải loại bỏ tất cả cách còn lại mà sự việc có thể xảy ra. Vì vậy, mỗi quyết định bạn đưa ra đồng nghĩa với việc bạn đang cho ra đi rất nhiều những hướng mà câu chuyện có thể đi theo hay những gì mà nhân vật có thể làm." Vì cuốn sách có dung lượng khá lớn nên Zaillian đã loại bỏ nhiều yếu tố của tác phẩm để phù hợp với thời lượng phim mà Fincher mong muốn. Dẫu vậy, kịch bản của Zaillan vốn đã khá xa rời nguyên tác. Dù luôn cảm thấy có chút lo lắng nhưng nhà biên kịch khẳng định ông "chưa bao giờ có chủ ý làm bất cứ điều gì cốt để làm hài lòng hay phật ý". Ông nói: "Tôi chỉ đơn giản là đang cố gắng hết sức để kể câu chuyện một cách hay nhất và rồi không nghĩ về điều đó nữa. Tôi không tạo ra bất kì sự thay đổi nào chỉ để hưởng lợi từ thay đổi đó. Tình tiết trong cuốn sách vẫn rất ổn, nhưng về phần đó [một chi tiết quan trọng của cuốn tiểu thuyết], tôi nghĩ rằng ta có thể tạo cho nó một hướng đi khác, và đó có thể sẽ là một bất ngờ thú vị đối với những người đã đọc cuốn sách." 
Zaillian đã thảo luận với Fincher về nhiều chủ đề trong loạt tiểu thuyết Millennium của tác giả Larsson. Họ đi sâu hơn vào các chủ đề đen tối của cuốn tiểu thuyết, chẳng hạn như những điểm khác biệt trong tâm lý của kẻ hiếp dâm và sát nhân.  Fincher đã quen với những chủ đề này qua việc chỉ đạo những dự án như Seven (1995) và Zodiac (2007). Zaillian nhận xét, "Một kẻ hiếp dâm nói chung và tên hiếp dâm trong cuốn tiểu thuyết nói riêng, chúng muốn áp đặt sự kiểm soát lên nạn nhân. Một kẻ giết người hàng loạt thì ưa hủy diệt; phá hủy một thứ gì đó mang lại khoái cảm cho chúng. Chúng không muốn kiểm soát, chúng muốn tiêu diệt. Hai kiểu tội phạm này tìm cảm giác mạnh bằng những cách khác nhau." Fincher và Zaillian muốn khai thác nhiều chủ đề then chốt của cuốn tiểu thuyết mà tiêu biểu là chủ nghĩa kỳ thị nữ giới. "Chúng tôi cam kết thực hiện một bộ phim nói về bạo lực đối với nữ giới, về nhiều thể loại suy thoái, đều là những điều mà bạn không thể lảng tránh. Bạn cũng phải biết cân bằng để sao cho chỉ bằng bản năng, khán giả có thể cảm nhận được ngay sự cần thiết của các hành động trả thù, nhưng đồng thời họ cũng thấy được vai trò của các ý tưởng khác." Thay vì sử dụng cấu trúc ba hồi điển hình trong phim ảnh, Fincher và Zaillian đã miễn cưỡng chọn cấu trúc năm hồi mà theo vị đạo diễn là "giống như rất nhiều tác phẩm truyền hình về đề tài cảnh sát."

### Quay phim

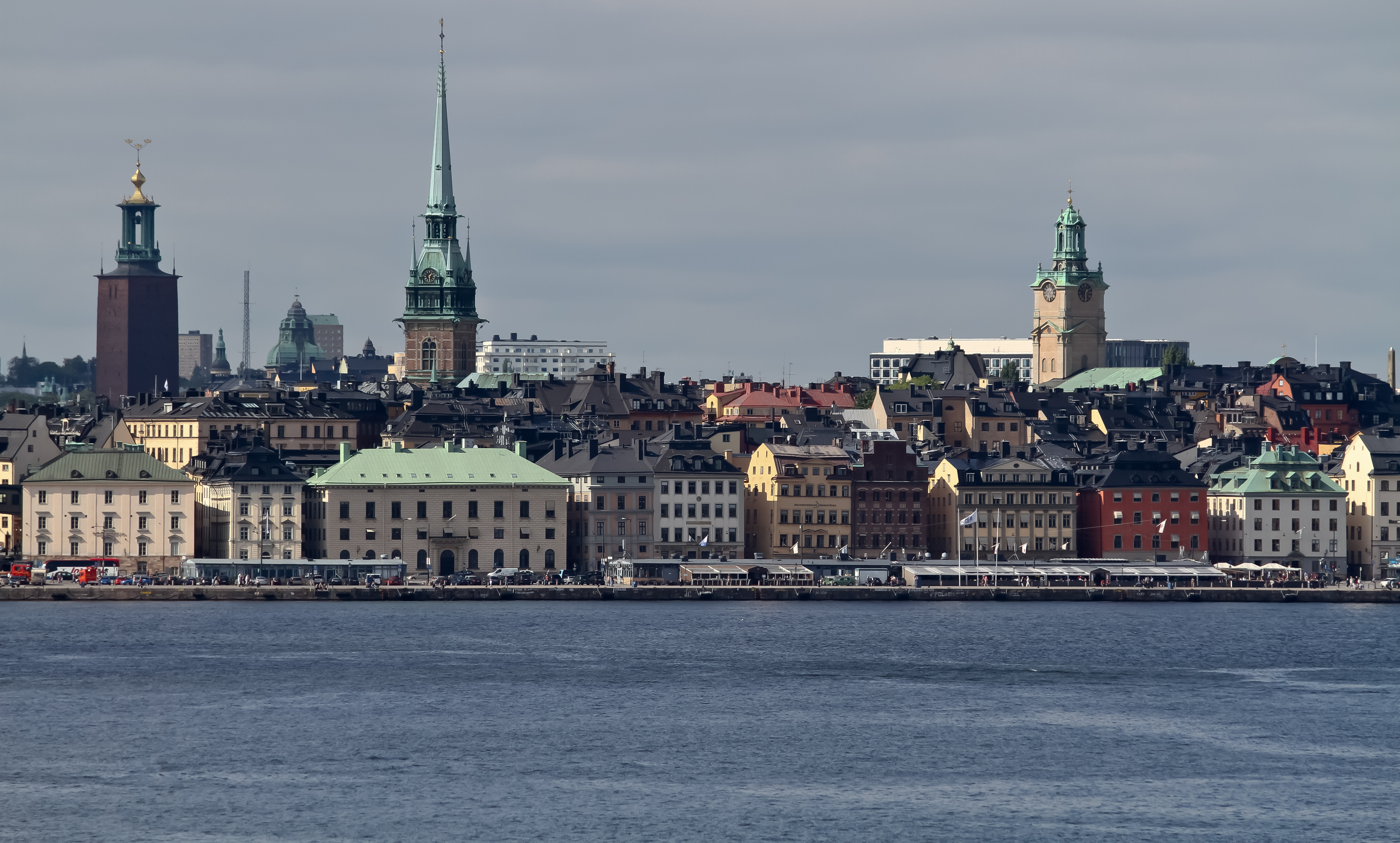
Stockholm, Thụy Điển là bối cảnh chính của Cô gái có hình xăm rồng.

Fincher và Zaillian đặc biệt chú trọng vào việc giữ nguyên bối cảnh của cuốn tiểu thuyết. Để tái hiện chân thực hình ảnh Thụy Điển trong mắt tác giả Larsson cũng như cái cách mà ánh sáng và bóng tối bao phủ lên cảnh quan nơi này, Fincher đã cộng tác với một đội ngũ sáng tạo, trong đó có hai thành viên đã từng cộng tác với ông trong The Social Network đó là quay phim Jeff Cronenweth và nhà thiết kế sản xuất Donald Graham Burt. Bộ phim được quay hoàn toàn bằng máy quay kỹ thuật số RED MX của công ty Red Digital Cinema Camera nhằm tái hiện lại sắc thái chủ đạo trong cuốn tiểu thuyết của Larsson. Theo Cronenweth, các nhà làm phim muốn sử dụng những nguồn ánh sáng khác lạ và tạo vẻ thực tế cho bối cảnh. "Vậy nên sẽ có bóng tối, sẽ có những chỗ không hoàn hảo, nhưng đó mới là thực tế. Ta mang vào phim thật nhiều bóng đen và bóng đêm, nhưng đồng thời ta cũng phải trộn lẫn những cảnh tương phản với sự tăm tối ấy để tránh việc cả phim chỉ toàn những hình ảnh nặng nề." Khí hậu của Thụy Điển có đóng góp lớn trong việc định hình nên bầu không khí bao trùm bộ phim. Cronenweth nhận xét: “Khí hậu luôn âm thầm có mặt, và điều quan trọng là làm sao chính khán giả cũng cảm nhận được nó. Mùa đông giống như một nhân vật không lời thoại của bộ phim, phủ lên mọi vật một thứ ánh sáng lạnh và tối mờ, vừa hết sức êm dịu mà lại không rọi thẳng vào mắt." Để làm quen với nền văn hóa của Thụy Điển, Burt đã dành một tháng đi thám hiểm khắp đất nước này. Về cuộc hành trình, ông nói: "Cần nhiều thời gian để có thể thực sự tiếp thu được các sắc thái của một nền văn hoá, để hiểu về các đề tài thường xuyên xuất hiện trong kiến trúc, cảnh quan, quy hoạch của các thành phố, cũng như tập quán của người dân. Tôi thấy mình phải thực sự hòa nhập vào nơi này để có thể hình thành nên thứ cảm nhận về nơi chốn nhằm phục vụ cho bộ phim. Cảm nhận ấy không đơn thuần chỉ là hiểu rõ các địa điểm về mặt vật lý mà còn là nhận thức về bản chất trong sự tồn tại của chúng, cũng như biết cách làm thế nào để thể hiện đời sống con người qua bản thiết kế của mình."
Bộ phim bấm máy vào tháng 9 năm 2010 tại Stockholm, Thụy Điển. Quá trình sản xuất chủ yếu diễn ra tại nhiều địa điểm thuộc quận kinh doanh trung tâm của thành phố, trong đó có Tòa án Stockholm. Một trong những thử thách đặt ra đó là xây dựng nên khu nhà của gia tộc Vanger. Đoàn làm phim đã lựa chọn Hofsta, một toà dinh thự được xây dựng từ thế kỷ 18 theo lối kiến trúc Pháp, cách Stockholm khoảng 60 dặm (97 km) về phía tây nam. Tiêu chí của họ là một "trang viên Småland" điển hình, đầy uy nghiêm và "sặc mùi tiền cũ". "Người Thụy Điển rất giỏi xây dựng theo lối kiến trúc hiện đại và tối giản, nhưng họ cũng có những dinh thự vùng quê đối lập hoàn toàn với chốn thành thị hiện đại—dù vậy, cả hai đều toả ra mùi tiền." Địa điểm ghi hình chuyển đến Uppsala trong tháng 10. Mặt tiền của các toà nhà thuộc dãy phố Drottninggatan được cải tạo để tái hiện Khách sạn Alder, bối cảnh của tấm hình chụp cũ giúp Blomkvist lần ra manh mối. Từ tháng 12 trở đi, quá trình sản xuất bộ phim diễn ra tại thành phố Zurichcủa Thuỵ Sĩ, trong đó Khách sạn Dolder Grand và Sân bay Zurich là các phim trường. Fincher cho rằng Zurich không thực sự là nơi phù hợp để quay phim vì thành phố này "quá đẹp". Bộ phim đóng máy tại Oslo, Na Uy, với Sân bay Oslo, Gardermoen là một địa điểm ghi hình. Công đoạn quay phim tại đây kéo dài tới tới hơn 15 giờ, ngoài ra 12 diễn viên quần chúng đã được tuyển chọn. Bộ phim cũng ghi hình ở Vương quốc Anh và Hoa Kỳ.
Trong bộ phim, trước khi tra tấn Blomkvist, Martin đã nghe bài hát "Orinoco Flow" của Enya. Fincher nghĩ rằng Martin "sẽ không ra tay giết người và sẽ không muốn nghe tiếng la hét [của nạn nhân] mà chưa được nghe bài hát yêu thích của mình". Craig đã ứng cử bài hát "Orinoco Flow" mà anh tìm thấy trên chiếc iPod. Fincher kể: “Bọn tôi đã cười lăn cười bò. [...] Anh ấy [Craig] reo lên, 'Orinoco Flow!' Cả đám ngơ ngác nhìn nhau kiểu, anh ấy vừa nói gì thế? [...] Tôi thầm nghĩ, chắc hẳn gã này sẽ biến Blomkvist thành một tay sành điệu lắm đây." 